# Teatr Petro Marko we Wlorze
Teatr Petro Marko we Wlorze (alb.: Teatri "Petro Marko") – jedna z najważniejszych scen teatralnych Albanii, która rozpoczęła działalność w listopadzie 1962 we Wlorze. 

## Historia
Tradycje amatorskiego ruchu teatralnego we Wlorze sięgają 1909, kiedy to grupa artystyczna związana z towarzystwem patriotycznym Laberia zaprezentowała sztukę Mihala Grameno Vdekja e Pirros (Śmierć Pyrrusa). W 1920 grupa uczniów kierowana przez nauczyciela Kolę Kamsiego wystawiła na scenie szkolnej dramat Besa Sami Frashëriego. Rok później, grupa artystów amatorów założyła stowarzyszenie teatralne Fillodramatika. W latach 30. amatorski ruch teatralny we Wlorze należał do najbardziej aktywnych w całej Albanii. Z tego środowiska wywodziła się grupa późniejszych aktorów zawodowych: Liza Laska, Gaqi Visha, Ahmet Butja, Ndrek Beltoja, a także reżyserzy: Skënder Luarasi, Shefqet Resuli i Jani Minga.
Po zakończeniu II wojny światowej amatorski ruch teatralny we Wlorze koncentrował się wokół miejscowego domu kultury. W 1962 grupa aktorów pod kierunkiem Kujtima Spahivogliego przygotowała sztukę radzieckiego dramaturga Ołeksandra Kornijczuka Upadek eskadry, która formalnie zapoczątkowała działalność sceny zawodowej we Wlorze. W 1964 po raz pierwszy na scenie wlorskiej zaprezentowano dramat albański - Familja e peshkatarit (Rodzina rybaka) Sulejmana Pitarki. Od 1977 teatr dysponuje nowym budynkiem, w którym znajduje się 130 miejsc dla widzów. W 2022 budynek teatru został odnowiony.
Od połowy lat 60. teatr specjalizował się w sztukach autorów albańskich. Zmieniło się to dopiero po 1990, choć na scenie wlorskiej miały także miejsce prapremiery dzieł dramaturga Ferdinanda Hysiego, związanego z wlorskim środowiskiem teatralnym. W 1991 scena wlorska przyjęła imię pisarza Petro Marko, zmarłego w tym roku. Obecnie teatr zatrudnia 19 osób, w tym 10 aktorów i 2 reżyserów (łącznie z teatrem estradowym działającym we Wlorze - 33 osoby). 